# Pseudomyrmex mixtecus
Pseudomyrmex mixtecus är en myrart som beskrevs av Ward 1993. Pseudomyrmex mixtecus ingår i släktet Pseudomyrmex och familjen myror. Inga underarter finns listade i Catalogue of Life.

## Bildgalleri

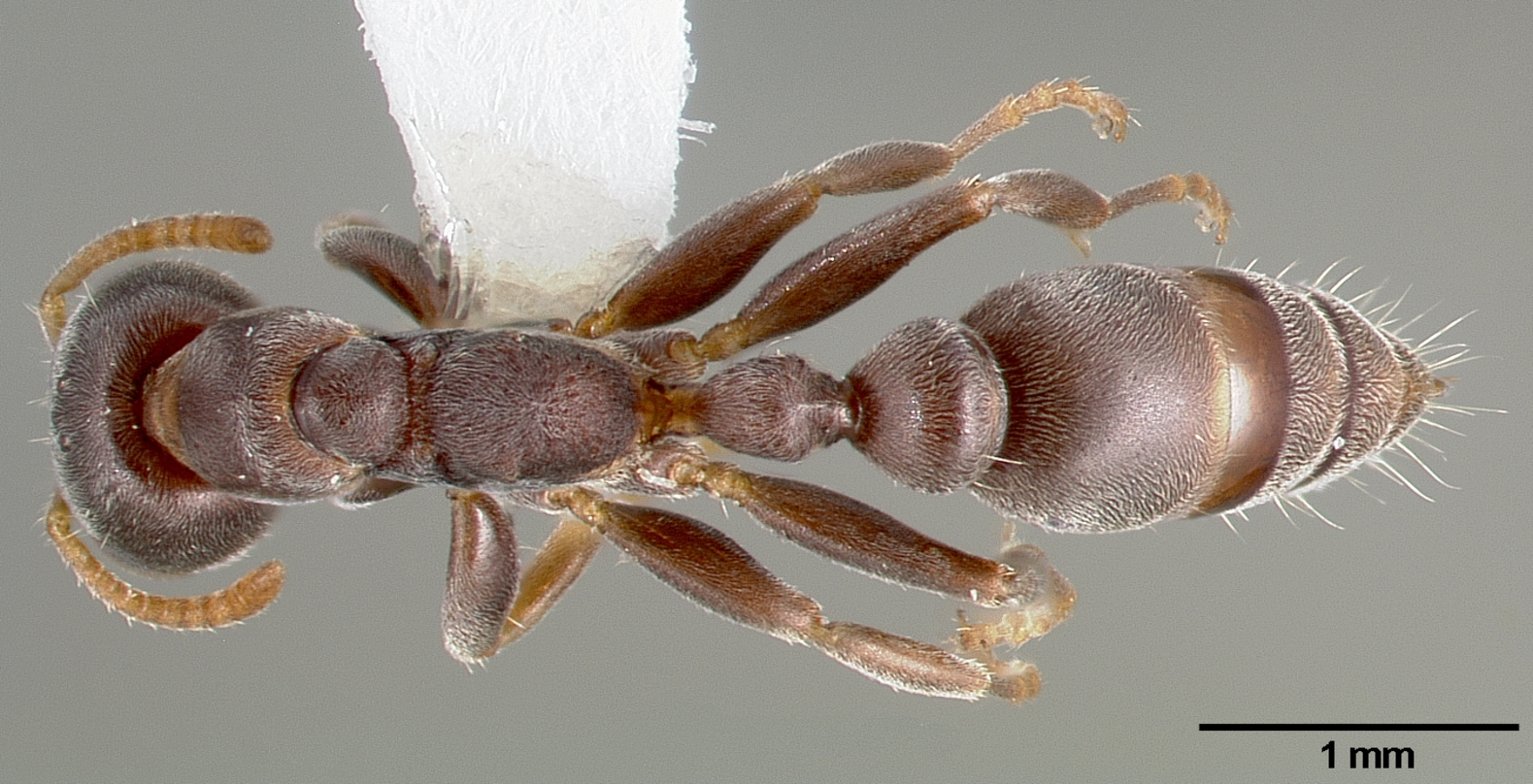
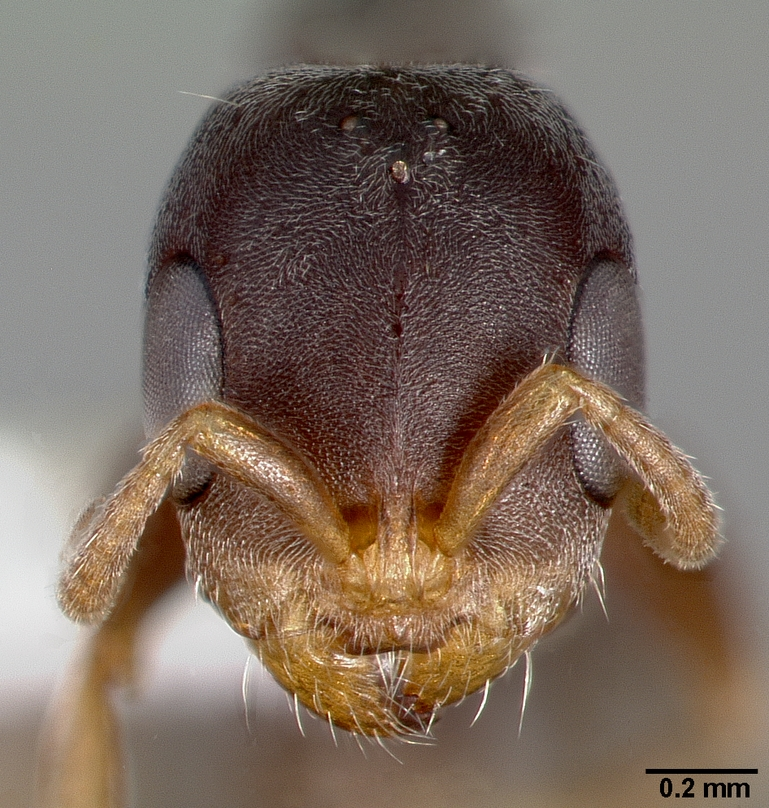
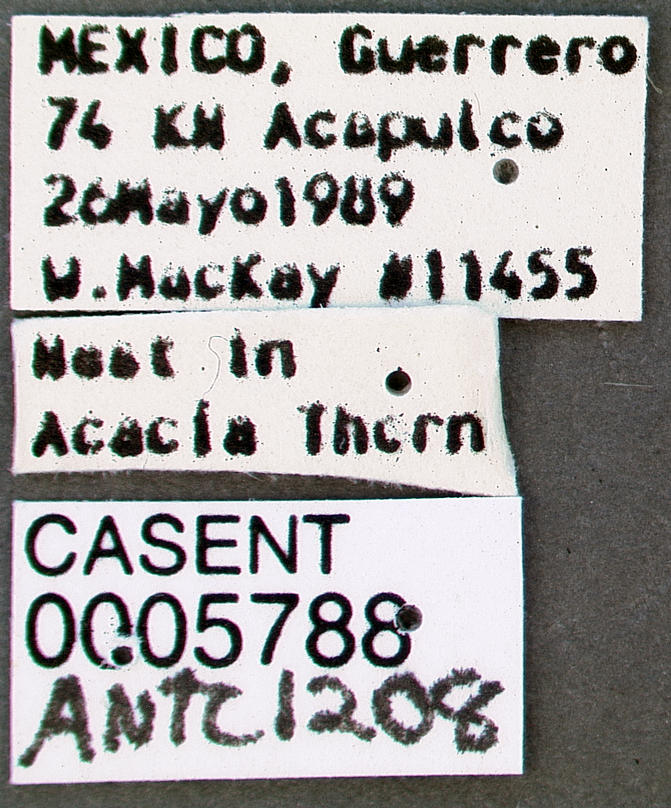
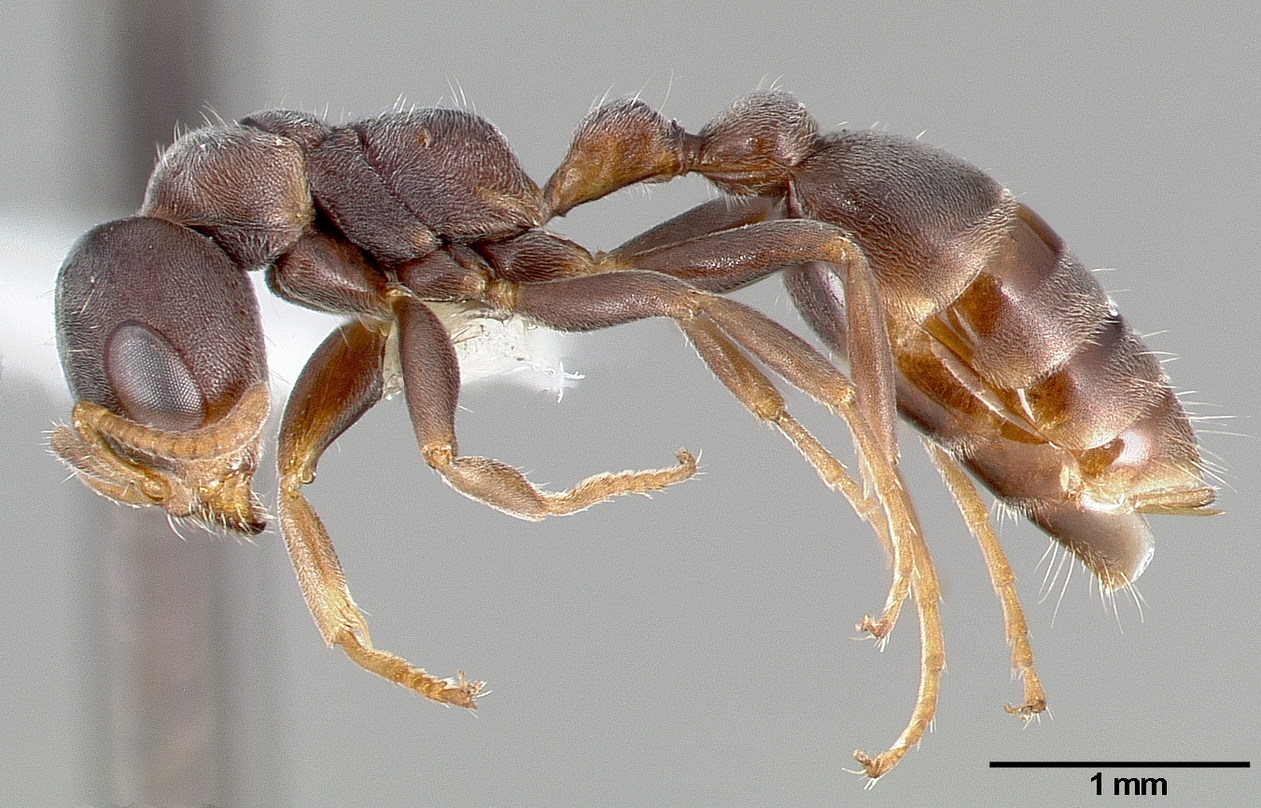